# Senir, Keçiborlu
Senir là một thị trấn thuộc huyện Keçiborlu, tỉnh Isparta, Thổ Nhĩ Kỳ. Dân số thời điểm năm 2011 là 2.537 người.